# Сарт-Абдрашево
Сарт-Абдрашево — село в Сафакулевском районе Курганской области. Административный центр Сарт-Абдрашевского сельсовета.

## История
До 1917 года входило в состав Сарт-Калмыкской волости Челябинского уезда Оренбургской губернии. По данным на 1926 год деревня Сарт-Абдрашитова состояла из 78 хозяйств. В административном отношении входила в состав Баязитовского сельсовета Яланского района Челябинского округа Уральской области.

## Население
| 1989 | 2002 | 2010 |
| ---- | ---- | ---- |
| 1100 | ↘840 | ↗945 |

По данным переписи 1926 года в деревне проживало 345 человек (166 мужчин и 179 женщин), в том числе: башкиры составляли 100 % населения.